# Moldavština

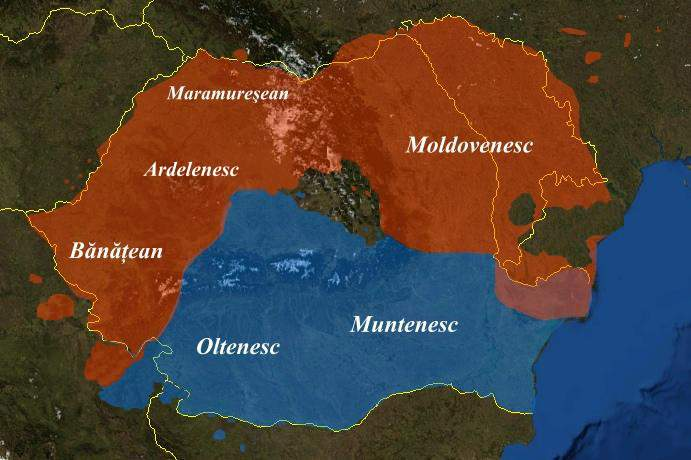
Varianty rumunštiny

Moldavština (moldavsky limba moldovenească, cyrilicí лимба молдовеняскэ) bylo do roku 2023 oficiálním označením rumunštiny v Moldavsku. Moldavština, k níž se hlásí většina obyvatel Moldavska, zde byla z politických důvodů vyhlášena za samostatný jazyk.

## Historie
Lingvisté se shodují v tom, že spisovná moldavština je v podstatě totožná se spisovnou rumunštinou.[zdroj?] Hovorová řeč z velké části odpovídá moldavskému dialektu, který se používá na východě Rumunska v oblasti, která původně patřila pod historické území Moldávie.
Oddělení moldavštiny od rumunštiny bývá považováno za ukázkový příklad tzv. jazykového separatismu. Pojem „moldavština“ se vztahuje na některé státní okruhy, zatímco na všech ostatních úrovních se používá označení „rumunština“. Před druhou světovou válkou od roku 1918 patřila tehdejší Besarábie Rumunsku a řeč, která se na daném území používala, byla považovaná za moldavský dialekt rumunštiny. V roce 1940 v souladu s Ribbentrop–Molotovovým paktem území zabral SSSR, který rumunskou anexi Besarábie (od roku 1818 Besarabské gubernie, dobyté na Osmanské říši roku 1812) nikdy neuznal. Úřední jazyk byl přejmenován na moldavštinu, aby se tak přetrhly všechny svazky s Rumunskem, bývalým „kapitalistickým utlačitelem“, a aby se ospravedlnila anexe. Latinka byla podle ruského vzoru nahrazena cyrilicí. Obyvatelstvo bylo zároveň během sovětské nadvlády nuceno učit se ruštinu, jejíž znalost byla nevyhnutelnou podmínkou kariérního a společenského postupu.
V roce 1989 byla moldavština vyhlášena za oficiální jazyk Moldavska a byla opětovně zavedena rumunská varianta latinky. Cyrilice se však i naproti tomu dál často používá (neoficiálně, pro starší lidi je pohodlnější užívat cyrilici[zdroj?]), v Podněstří je moldavština psaná cyrilicí dál úředním jazykem. Ústava z roku 1991 vyhlásila moldavštinu za úřední jazyk.
V roce 2003 byl vydán rumunsko-moldavský slovník, což mělo vytvořit dojem, že se v těchto zemích mluví rozličnými jazyky. Krok byl kritizován v obou státech. Zmiňovaný slovník nezachycuje spisovný jazyk, jak je u dvojjazyčných slovníků běžné, ale besarabský dialekt, který je v podstatě stejný jako na pravém břehu Prutu. V roce 2006 byla zrušena moldavská Wikipedie a dále se rozvíjí už jen rumunská verze.
Moldavský ústavní soud roku 2013 rozhodl, že na základě deklarace nezávislosti z roku 1991 se úřední jazyk nazývá rumunština s tím, že deklarace nezávislosti má v případě rozporů přednost před textem ústavy.
V březnu roku 2023 schválil parlament Moldavska v rámci snahy o desovětizaci oficiální změnu názvu jazyka v ústavě na rumunštinu.

## Moldavská abeceda

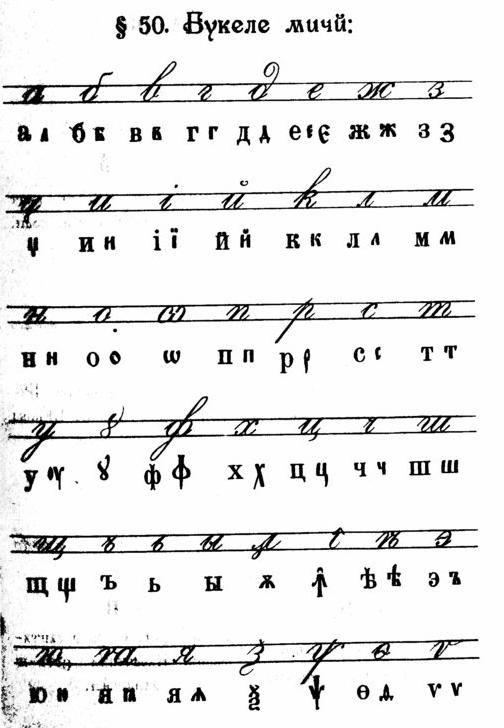
Moldavská cyrilice (vzor z roku 1909)

Rumunský jazyk používal do druhé poloviny 19. století cyrilici, která postupně ustoupila latince. Moderní moldavská azbuka vznikla ve 20. letech 20. století. Od roku 1926 byla moldavština psaná cyrilicí úředním jazykem Moldavské ASSR, od roku 1940 Moldavské SSR. Roku 1957 rozhodnutím Rady ministrů Moldavské SSR byla zrušena písmena Щ a Ъ. V roce 1967 bylo zavedeno písmeno Ӂ. Cyrilice se v Moldavsku oficiálně užívala do 31. srpna 1989, kdy Nejvyšší sovět Moldavské SSR rozhodl o zavedení rumunské latinky. V mezinárodně neuznané Podněsterské moldavské republice je moldavština psaná cyrilicí dosud úředním jazykem.

### Latinská abeceda
| A | Ă | Â | B | C | D | E | F | G | H | I | Ȋ | J | L | M | N | O | P | R | S | Ş | T | Ț | U | V | X | Z |

### Azbuka
| A | Б | B | Г | Д | E | Ж | Ӂ | З | И | Й | К | Л | М | H | O | П | P | C | T | У | Ф | Х | Ц | Ч | Ш | Ы | Ь | Э | Ю | Я |

### Přepis
- z cyrilice do latinky

| cyrilice | latinka | poznámka                                                     |
| -------- | ------- | ------------------------------------------------------------ |
| A        | A       |                                                              |
| Б        | B       |                                                              |
| B        | V       |                                                              |
| Г        | G, GH   | GH pouze před E nebo I, v ostatních případech G              |
| Д        | D       |                                                              |
| E        | E, IE   | IE po samohlásce a na začátku slova, v ostatních případech E |
| Ж        | J       |                                                              |
| Ӂ        | G       |                                                              |
| З        | Z       |                                                              |
| И        | I, II   | II na konci slova, v ostatních případech I                   |
| Й        | I       |                                                              |
| К        | C, CH   | CH pouze před E nebo I, v ostatních případech C              |
| Л        | L       |                                                              |
| M        | M       |                                                              |
| H        | N       |                                                              |
| O        | O       |                                                              |
| П        | P       |                                                              |
| P        | R       |                                                              |
| C        | S       |                                                              |
| T        | T       |                                                              |
| У        | U       |                                                              |
| Ф        | F       |                                                              |
| Х        | H       |                                                              |
| Ц        | Ț       |                                                              |
| Ч        | C       |                                                              |
| Ш        | Ş       |                                                              |
| Ы        | Â, Ȋ    | Â uvnitř slova, Ȋ na začátku a konci slova                   |
| Ь        | I       |                                                              |
| Э        | Ă       |                                                              |
| Ю        | IU      |                                                              |
| Я        | EA, IA  | EA po souhlásce nebo E, jinak IA                             |

- z latinky do cyrilice

| latinka | cyrilice           | poznámka |
| ------- | ------------------ | --- |
| A       | A                  | Pokud není součástí dvojhlásky EA nebo IA |
| Ă       | Э                  | |
| Â       | Ы                  | |
| B       | Б                  | |
| C       | К                  | ne před E a I |
| CE      | ЧE                 | |
| CH      | К                  | |
| CEA     | ЧA                 | |
| CI      | ЧИ, ЧЬ, Ч/ЧЬ       | ЧЬ na konci slov bez přízvuku, Ч/ЧЬ na konci některých slov bez přízvuku rozlišuje jednotné/množné číslo, v ostatních případech ЧИ                     |
| CIA     | ЧИA                | |
| CIO     | ЧO                 | |
| CIU     | ЧУ                 | |
| D       | Д                  | |
| E       | E                  | |
| EA      | Я, EA              | EA pouze ve slovech cizího původu, kde se nejedná o dvojhlásku (např.: кореан)                                                                         |
| EEA     | EЯ                 | |
| EIE     | EE                 | |
| F       | Ф                  | |
| G       | Ӂ, Г               | Ӂ před E a I v případech: GE=ӁE, GEA=ӁA, GI=ӁИ a GIA=ӁИA; Г ne před samohláskami                                                                       |
| H       | X                  | |
| I       | И, -Ь, -Й,         | И mezi dvěma souhláskami, na konci slova po souhlásce, tvoří-li společně slabiku; -Ь pouze na konci slov po souhlásce, -Й na konci slova po samohlásce |
| IA      | Я, -ИЯ, -ИA-, -ЬЯ- | Я na začátku slova a po samohlásce, ИЯ na konci slov typu ромыния, теория a tp., ИA ve slovech cizího původu, ЬЯ uvnitř slova kromě zmíněných případů  |
| IE      | E, ИE, ЬE          | E na začátku slova a po samohlásce, ИE ve slovech cizího původu (cовиетикэ, теорие), ЬE v ostatních případech                                          |
| II      | ИЙ, -ИИ-           | ИЙ na konci slova, ИИ mezi souhláskami |
| III     | ИИ                 | na konci slova |
| IO      | ЙO, ИO             | ЙO na začátku slova a po samohláskách, ИO po souhláskách, velmi zřídka na začátku slova                                                                |
| IU      | ИУ, Ю, ЬЮ          | ИУ v příponě -циуне, Ю na začátku slova a po samohláskách, ЬЮ ve slově интервью                                                                        |
| J       | Ж                  | |
| K       | К                  | |
| L       | Л                  | |
| M       | M                  | |
| N       | H                  | |
| O       | O                  | |
| P       | П                  | |
| R       | P                  | |
| S       | C                  | |
| Ş       | Ш                  | |
| T       | T                  | |
| Ț       | Ц                  | |
| U       | У                  | |
| V       | B                  | |
| X       | KC, KЗ             | |
| Z       | З                  | |

## Příklady

### Číslovky
| Moldavsky    | Česky |
| unu, уну     | jeden |
| doi, дой     | dva   |
| trei, трей   | tři   |
| patru, патру | čtyři |
| cinci, чинчь | pět   |
| șase, шасе   | šest  |
| șapte, шапте | sedm  |
| opt, опт     | osm   |
| nouă, ноуэ   | devět |
| zece, зече   | deset |

## Ukázka textu

### v cyrilici
Михай Еминеску: Лучафэрул

Привя ын заре кум пе мэрь

Рэсаре ши стрэлуче,

Пе мишкэтоареле кэрэрь

Корэбий негре дуче.

### v latince
Mihai Eminescu: Luceafărul

Privea în zare cum pe mări

Răsare și străluce,

Pe mișcătoarele cărări

Corăbii negre duce.

## Vzorový text

### Všeobecná deklarace lidských práv
| moldavsky | Тоате фиинцеле умане се наск либере ши егале ын демнитате ши ын дрептурь. Еле сынт ынзестрате ку рациуне ши конштиинцэ ши требуе сэ се компорте унеле фацэ де алтеле ын спиритул фратернитэций. |
| česky     | Všichni lidé se rodí svobodní a sobě rovní co do důstojnosti a práv. Jsou nadáni rozumem a svědomím a mají spolu jednat v duchu bratrství.                                                      |